# Dicranota (Rhaphidolabis) denningi
Dicranota (Rhaphidolabis) denningi is een tweevleugelige uit de familie Pediciidae. De soort komt voor in het Nearctisch gebied.